# 帛度二
武仙座102，又名BD+20 3674，HD 166182、SAO 85769、HR 6787，是武仙座的一颗恒星，视星等为4.36，位于銀經47.42，銀緯18.42，其B1900.0坐标为赤經18h 4m 28.8s，赤緯+20° 18.42′ 55″。